# Officemes

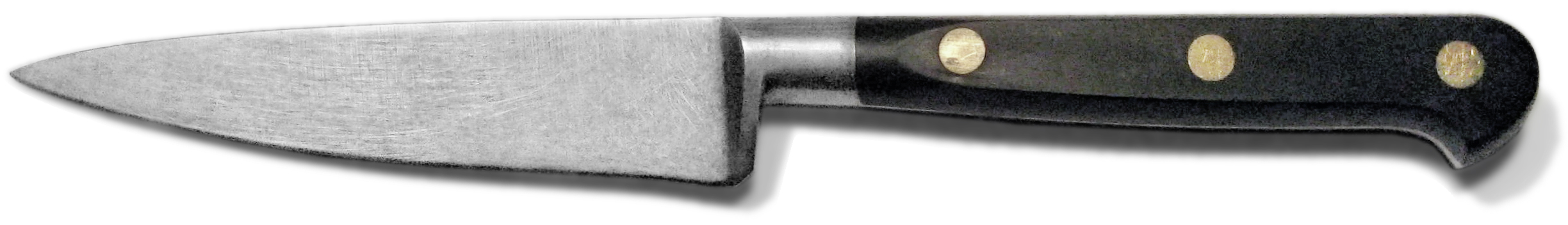
Officemes

Een officemes is een klein keukenmes, vergelijkbaar met maar groter en zwaarder dan een schilmesje.

## Oorsprong
Er bestaan twee theorieën over de oorsprong van de naam. Volgens één theorie is het woord office in de naam afkomstig van het Engelse woord officer en verwijst het naar het gebruik van dit type mes in militaire kringen.
Volgens een andere theorie verwijst office niet naar een kantoor in de moderne betekenis van het woord als een plaats waar administratief werk wordt bericht, maar naar de oudere, oorspronkelijk Franse, betekenis als een aparte ruimte waarin gewerkt werd. In die zin zou het gebruikt zijn om de bijkeuken, waar met dit type mes schil- en schoonmaakwerk werd verricht, aan te duiden.